# UTC+6:30

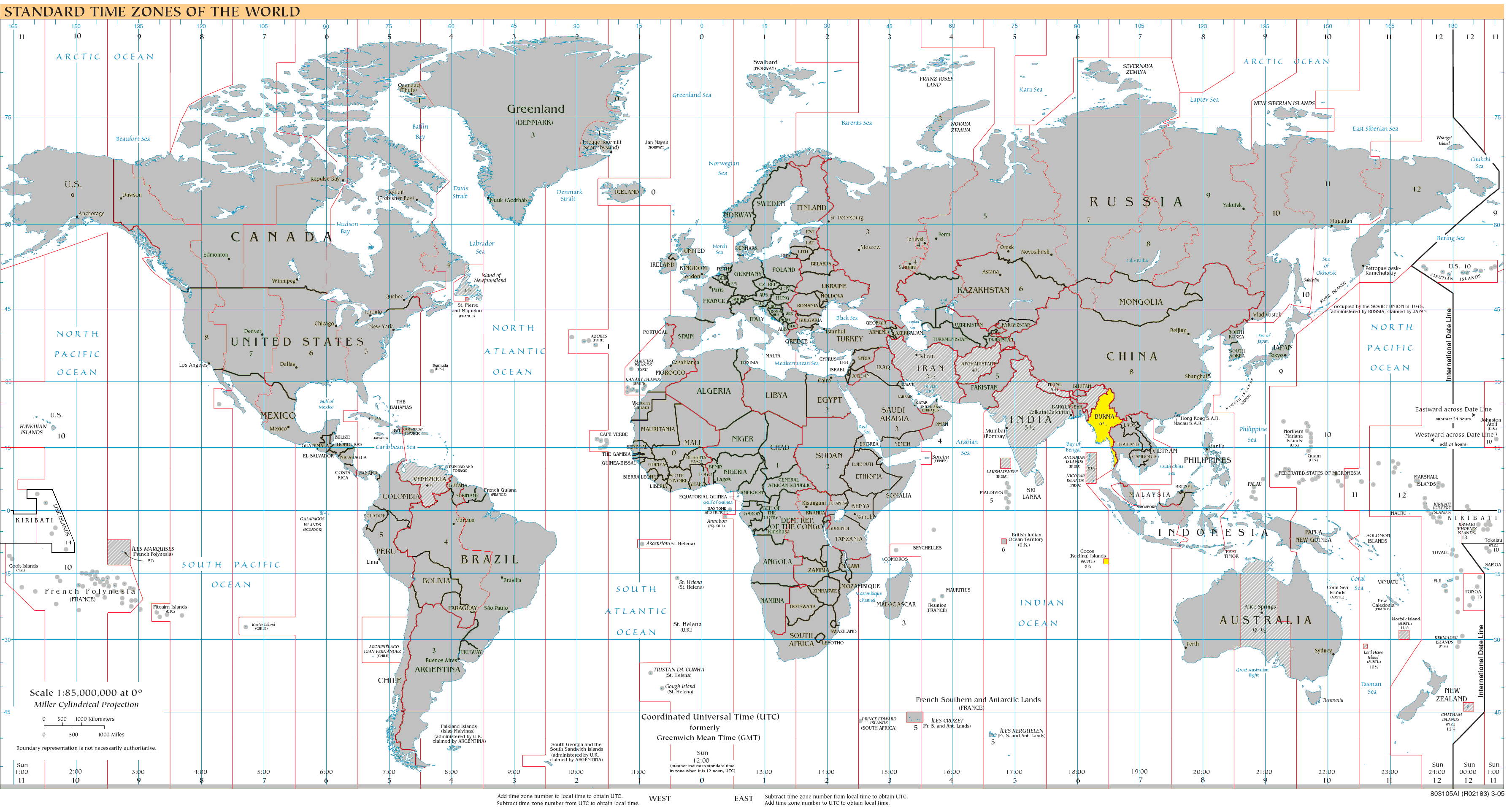
gehele jaar

UTC+6:30 is de tijdzone voor:
| Landen en gebieden zonder zomertijd | Landen en gebieden zonder zomertijd | Landen en gebieden zonder zomertijd |
| Land of gebied                      | nh/zh                               | Tijdzonenaam                        |
| ----------------------------------- | ----------------------------------- | ----------------------------------- |
| Cocoseilanden                       | **                                  | Cocoseilandentijd (CCT)             |
| Myanmar                             | *                                   | Myanmartijd (MMT)                   |